# Mirosław Daszkiewicz
Mirosław Daszkiewicz (ur. 1 stycznia 1960 w Żaganiu, zm. 5 maja 2020) – polski kulturysta, wielokrotny mistrz Polski, finalista mistrzostw Europy, pierwszy Polak, który zdobył tytuł Mister Universum w kulturystyce (mistrz świata IFBB amatorów w kat. do 90 kg w Katowicach).

## Życiorys
Przygodę ze sportem rozpoczął od piłki ręcznej i pływania. Zadebiutował w 1983 roku na zawodach kulturystycznych Herkules Wsi w Lubinie wygrywając w kat. do 80 kg. Przeniósł się wówczas do Lubina, gdzie zaczął trenować i reprezentować klub „Tridon” Lubin pod okiem Janusza Wocha. W 1985 r. startuje na zawodach Mistrzostw Polski i zajmuje 5. miejsce. Rok później bierze udział w Mistrzostwach Europy w Warszawie gdzie zajmuje 9. miejsce w kat. do 90 kg. Drogę do kariery zawodowej otworzyło mu wygranie rozgrywanych po raz pierwszy w Polsce Mistrzostw Świata w Katowicach w 1991 r. Dało mu to możliwość startu w zawodach Mr. Olympia. Zadebiutował na tych zawodach w Helsinkach w 1992 r. jako pierwszy Polak w historii, zajmując 16. miejsce. Jednak brak pomocy ze strony działaczy, jak i brak sponsorów spowodował szybkie zakończenie kariery zawodowej. Wystartował jeszcze dwukrotnie w 1993 r. na zawodach Grand Prix w Finlandii i Francji. Po zakończeniu kariery prowadził klub kulturystyczny w rodzinnym Żaganiu.
W 2014 roku został uhonorowany tytułem „Zasłużonego dla Miasta Żagania”. Zmarł 5 maja 2020 r. z powodu przewlekłej choroby dziedzicznej. Pochowany został 9 maja 2020 na cmentarzu komunalnym przy ul. Kożuchowskiej w Żaganiu.

## Warunki fizyczne[6]
- wzrost: 173 cm
- waga: 96 kg (poza sezonem startowym)
- obwód ramienia: 51 cm
- obwód talii: 78 cm
- obwód uda: 71 cm
- obwód łydki: 45 cm

## Osiągnięcia
- 1986 Mistrzostwa Europy – 9. miejsce
- 1987 Mistrzostwa Europy – 4. miejsce
- 1988 Mistrzostwa Europy – 2. miejsce
- 1989 Mistrzostwa Europy – 1. miejsce
- 1989 Mistrzostwa Świata – 6. miejsce
- 1989 World Games – 2. miejsce
- 1990 Mistrzostwa Świata – 6. miejsce
- 1991 Mistrzostwa Świata (Katowice) – 1. miejsce
- 1992 Mr. Olympia – 16. miejsce (tak samo jak Ronnie Coleman)
- 1993 Grand Prix Finlandii – 8. miejsce
- 1993 Grand Prix Francji (2) – 11. miejsce